# John Inglis (Bischof)

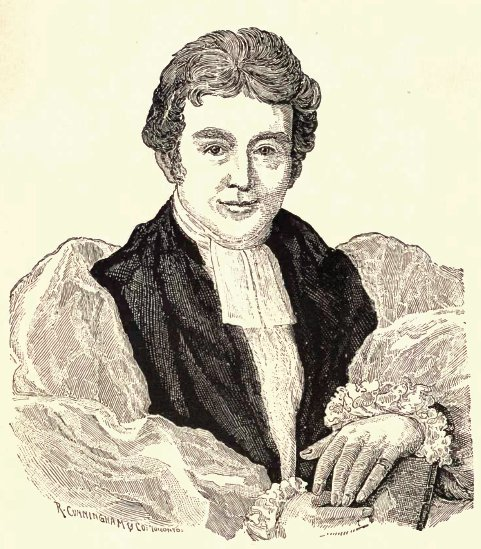
John Inglis (1896, Charles Henry Mockridge)

John Inglis (* 9. Dezember 1777 in New York City; † 27. Oktober 1850 in London) war ein britisch-amerikanischer anglikanischer Geistlicher. Er war der dritte Bischof von Nova Scotia.

## Leben
Inglis wurde am 9. Dezember 1777 in New York als zweiter Sohn von Charles Inglis, dem damaligen Rektor der Trinity Church in New York, und seiner Frau Mary Vining geboren. Während der Amerikanischen Revolution war sein Vater ein Loyalist, weshalb er den Posten des Rektors nach dem Sieg der Amerikaner im Amerikanischen Unabhängigkeitskrieg aufgeben musste und mit seiner Familie nach England reiste. Nur kurz zuvor starb der erstgeborene Sohn und John Inglis Mutter, sodass John Inglis der einzige verbliebene Sohn war. 1787 wurde sein Vater aber zum ersten Bischof von Nova Scotia ernannt, womit er zum ersten Bischof der britischen Kolonien wurde. 1788 wurde John Inglis der erste Student der University of King’s College, die sein Vater gründete, und studierte dort fünf Jahre. 1798 ernannte ihn sein Vater zu einem Sekretär. Zwei Jahre später reiste John Inglis im Auftrag seines Vaters nach England um Bücher für die Bücherei des King’s College zu kaufen und seine Verbindungen zur Aristokratie und zu den Bischöfen zu verbessern. Nach seiner Rückkehr wurde er von seinem Vater am 13. Dezember 1801 zum Diakon und am 27. Juni 1802 zum Priester ordiniert. Er wurde Missionar in Aylesford und wurde mehr und mehr Stellvertreter seines Vaters, der an einer schlechten Gesundheit litt. Wegen seines jungen Alters und nepotistischen Untertönen konnte er aber nach dem Tod seines Vaters nicht sein Nachfolger werden. Stattdessen wurde er Rektor der St. Paul’s Church in Halifax. Er war der Stellvertreter des neuen Bischofs, Robert Stanser, der in England lebte.
Nach Stansers Ruhestand 1825 wurde er zum dritten Bischof von Nova Scotia ernannt. Er konzentrierte sich auf den King’s College, das während den 1810ern eine gewisse finanzielle Krise erlebte. Hinzu kam Konkurrenz durch die presbyterianische Pictou Academy und durch ein konfessionsloses College in Halifax, dass von George Ramsay, 9. Earl of Dalhousie gegründet wurde. 1821 versuchte er in England Spenden für das Kings College zu sammeln, doch erhielt er nicht genug, weshalb er eine Fusion zwischen dem Kings Collge und dem konfessionslosen College, allerdings konnte er den Erzbischof von Canterbury nicht überzeugen. Er war strikt konservativ.
Er starb am 27. Oktober 1850 während einer Reise nach England. Sein Nachfolger war Hibbert Binney.